# Lepidophyma gaigeae
Espèce
Statut de conservation UICN

 VU B1ab(iii) : Vulnérable
Lepidophyma gaigeae est une espèce de sauriens de la famille des Xantusiidae.

## Répartition
Cette espèce est endémique du Mexique. Elle se rencontre dans les États du Querétaro et d'Hidalgo.

## Étymologie
Cette espèce est nommée en l'honneur d'Helen Gaige.

## Publication originale
- Mosauer, 1936 : A new xantusiid lizard of the genus Lepidophyma. Herpetologica, vol. 1, n. 1, p. 3-5.